# I Believe in You (Kylie Minogue)
I Believe in You is een nummer van de Australische zangeres Kylie Minogue uit 2004. Het nummer is, naast Giving You Up, een van de twee nieuwe nummers op het verzamelalbum Ultimate Kylie.
Het nummer werd een grote hit in Europa en Oceanië. In Minogue's thuisland Australië haalde het de 6e positie. In de Nederlandse Top 40 haalde het de 10e positie, en in de Vlaamse Ultratop 50 de 13e.